# Igor Sartori
Igor Torres Sartori (Rio de Janeiro, 8 de janeiro de 1993), conhecido por Igor Satori, é um futebolista brasileiro que joga como atacante. Atualmente joga no Kitchee SC. É filho do ex-jogador Alcindo Sartori.

## Carreira

### CFZ-RJ
Em 2005, Igor começou sua carreira no CFZ-RJ pela categoria mirim, e permaneceu no clube do ex-jogador Zico por cinco anos.

### Kashima Antlers
Passou a temporada de 2011 no Japão, onde atuou pelo Kashima Antlers tendo jogado apenas dois jogos pelo time profissional no Campeonato Japonês. Igor tinha um contrato de 1 ano pelo clube, o contrato acabou, e não houve renovação. Zico confessou mais tarde que Igor só não seguiu no clube asiático porque, conversando com outras pessoas, tomou a decisão de priorizar os estudos no Brasil.

### Flamengo
Em 2012, chegou nas categorias de base do Flamengo, ex-clube do seu pai Alcindo. Pela base do Rubro-Negro carioca, Igor disputou a Taça Otávio Pinto Guimarães e a Copa do Brasil Sub-20. Igor foi considerado por muito, o herói da conquista da Taça Otávio Pinto Guimarães mesmo tendo perdido um pênalti na final, mas o Flamengo venceu nos pênaltis por 5 a 4 e assim se consagrando bicampeão. Igor terminou a competição sendo artilheiro com 11 gols.
Em 2013, teve sua primeira chance no time profissional do Flamengo, Igor foi relacionado para o clássico contra o Botafogo em que o Rubro-Negro saiu com a vitória de 1 a 0, o jogador entrou no lugar do Hernane o autor do gol. O atacante também foi relacionado para os jogos contra o Olaria e Macaé.
Devido ter passado do limite de idade permitida nos juniores que é de até 20 anos, o Flamengo teria duas opções, que seria emprestá-lo ou promovê-lo ao time principal e Igor acabou sendo promovido ao elenco principal. Realizou seu primeiro jogo pelo Flamengo na goleada por 5 a 2 contra o Boavista, Igor entrou no segundo tempo e teve participação no quinto gol. Estreou como titular no empate de 2 a 2 contra o Bangu, deu assistência para gol de empate rubro-negro e comemorou seu desempenho individual.
| “ | Foi minha primeira partida começando desde o início como profissional e fiquei bastante feliz com o meu rendimento, apesar de o mais importante era se o time tivesse vencido. Entrei em campo querendo aproveitar a oportunidade dada pela comissão técnica e acho que consegui retribuir a confiança. Temos uma temporada longa, com muitas partidas e temos que estar preparados sempre que aparecer uma chance de jogar. | ” |

### Bragantino
Foi emprestado no começo de 2014 ao Bragantino.

### Red Bull Brasil
Após rescindir com o Bragantino, Igor foi emprestado ao Red Bull Brasil.

### Tai PoFootball Club
No dia 2 de agosto de 2017, acertou com o clube chinês. Igor que estava no Volta Redonda, em definitivo, mas pediu dispensa por conta da "proposta irrecusável" do clube asiático.

## Vida pessoal
Igor Sartori é filho de Alcindo Sartori, ex-jogador do Flamengo.

## Estatísticas
Até 24 de maio de 2021.

### Clubes
| Clube             | Temporada         | Campeonato nacional | Campeonato nacional | Campeonato nacional | Copa nacional[a] | Copa nacional[a] | Copa nacional[a] | Competições continentais[b] | Competições continentais[b] | Competições continentais[b] | Outros torneios[c] | Outros torneios[c] | Outros torneios[c] | Total | Total | Total   |
| Clube             | Temporada         | Jogos               | Gols                | Assist.             | Jogos            | Gols             | Assist.          | Jogos                       | Gols                        | Assist.                     | Jogos              | Gols               | Assist.            | Jogos | Gols  | Assist. |
| ----------------- | ----------------- | ------------------- | ------------------- | ------------------- | ---------------- | ---------------- | ---------------- | --------------------------- | --------------------------- | --------------------------- | ------------------ | ------------------ | ------------------ | ----- | ----- | ------- |
| Kashima Antlers   | 2011              | 2                   | 0                   | 0                   | 0                | 0                | 0                | —                           | —                           | —                           | —                  | —                  | —                  | 2     | 0     | 0       |
| Kashima Antlers   | Total             | 2                   | 0                   | 0                   | 0                | 0                | 0                | 0                           | 0                           | 0                           | 0                  | 0                  | 0                  | 2     | 0     | 0       |
| Flamengo          | 2013              | —                   | —                   | —                   | —                | —                | —                | —                           | —                           | —                           | 3                  | 0                  | 0                  | 3     | 0     | 0       |
| Flamengo          | 2014              | 5                   | 0                   | 0                   | 0                | 0                | 0                | 0                           | 0                           | 0                           | 3                  | 0                  | 2                  | 8     | 0     | 2       |
| Flamengo          | Total             | 5                   | 0                   | 0                   | 0                | 0                | 0                | 0                           | 0                           | 0                           | 6                  | 0                  | 2                  | 11    | 0     | 2       |
| Bragantino        | 2015              | —                   | —                   | —                   | 1                | 0                | 0                | —                           | —                           | —                           | 12                 | 0                  | 1                  | 13    | 0     | 1       |
| Bragantino        | Total             | 0                   | 0                   | 0                   | 1                | 0                | 0                | 0                           | 0                           | 0                           | 12                 | 0                  | 1                  | 13    | 0     | 1       |
| Red Bull Brasil   | 2015              | 7                   | 1                   | 0                   | —                | —                | —                | —                           | —                           | —                           | —                  | —                  | —                  | 7     | 1     | 0       |
| Red Bull Brasil   | 2016              | —                   | —                   | —                   | 1                | 0                | 0                | —                           | —                           | —                           | 19                 | 1                  | 1                  | 20    | 1     | 1       |
| Red Bull Brasil   | Total             | 7                   | 1                   | 0                   | 1                | 0                | 0                | 0                           | 0                           | 0                           | 19                 | 1                  | 1                  | 27    | 2     | 1       |
| Tai Po            | 2017–18           | 17                  | 9                   | 11                  | 10               | 8                | 5                | —                           | —                           | —                           | —                  | —                  | —                  | 27    | 17    | 16      |
| Tai Po            | 2018–19           | 18                  | 8                   | 13                  | 8                | 1                | 6                | 5                           | 3                           | 2                           | —                  | —                  | —                  | 31    | 12    | 21      |
| Tai Po            | Total             | 35                  | 17                  | 24                  | 18               | 9                | 11               | 5                           | 3                           | 2                           | 0                  | 0                  | 0                  | 58    | 29    | 37      |
| R&F               | 2019–20           | 14                  | 9                   | 9                   | 10               | 4                | 8                | —                           | —                           | —                           | —                  | —                  | —                  | 24    | 13    | 17      |
| R&F               | Total             | 14                  | 9                   | 9                   | 10               | 4                | 8                | 0                           | 0                           | 0                           | 0                  | 0                  | 0                  | 24    | 13    | 17      |
| Meizhou Hakka     | 2020–21           | 6                   | 0                   | 0                   | —                | —                | —                | —                           | —                           | —                           | —                  | —                  | —                  | 6     | 0     | 0       |
| Meizhou Hakka     | Total             | 6                   | 0                   | 0                   | 0                | 0                | 0                | 0                           | 0                           | 0                           | 0                  | 0                  | 0                  | 6     | 0     | 0       |
| Total na carreira | Total na carreira | 69                  | 27                  | 33                  | 30               | 13               | 19               | 5                           | 3                           | 2                           | 37                 | 1                  | 4                  | 141   | 44    | 58      |

- a. ^ Jogos da Supercopa do Japão, Copa da Liga Japonesa, Copa do Imperador, Copa do Brasil, Copa FA de Hong Kong, Senior Shield e Sapling Cup
- b. ^ Jogos da Copa Libertadores da América e Copa da AFC
- c. ^ Jogos do Campeonato Carioca, Campeonato Paulista e Copa Paulista

|                 | Data                    | Local                                                   | Resultado | Adversário      | Gols | Assist. | Competição                    |
| --------------- | ----------------------- | ------------------------------------------------------- | --------- | --------------- | ---- | ------- | ----------------------------- |
| Kashima Antlers |                         |                                                         |           |                 |      |         |                               |
| 1.              | 24 de novembro de 2011  | Estádio Kashima, Kashima, Japão                         | 0–1       | Ventforet Kofu  | 0    | 0       | Campeonato Japonês de 2011    |
| 2.              | 2 de dezembro de 2011   | Estádio Kashima, Kashima, Japão                         | 3–0       | Shimizu S-Pulse | 0    | 0       | Campeonato Japonês de 2011    |
| Flamengo        |                         |                                                         |           |                 |      |         |                               |
| 3.              | 17 de fevereiro de 2013 | Nilton Santos, Rio de Janeiro, Brasil                   | 1–0       | Botafogo        | 0    | 0       | Campeonato Carioca de 2013    |
| 4.              | 23 de fevereiro de 2013 | Raulino de Oliveira, Volta Redonda, Brasil              | 2–0       | Olaria          | 0    | 0       | Campeonato Carioca de 2013    |
| 5.              | 20 de abril de 2013     | Moacyrzão, Macaé, Brasil                                | 3–1       | Macaé           | 0    | 0       | Campeonato Carioca de 2013    |
| 6.              | 5 de fevereiro de 2014  | Moça Bonita, Rio de Janeiro, Brasil                     | 5–2       | Boavista        | 0    | 1       | Campeonato Carioca de 2014    |
| 7.              | 8 de fevereiro de 2014  | Maracanã, Rio de Janeiro, Brasil                        | 0–3       | Fluminense      | 0    | 0       | Campeonato Carioca de 2014    |
| 8.              | 16 de março de 2014     | Raulino de Oliveira, Volta Redonda, Brasil              | 2–2       | Bangu           | 0    | 1       | Campeonato Carioca de 2014    |
| 9.              | 25 de maio de 2014      | Morumbi, São Paulo, Brasil                              | 0–0       | Santos          | 0    | 0       | Campeonato Brasileiro de 2014 |
| 10.             | 29 de maio de 2014      | Morumbi, São Paulo, Brasil                              | 1–1       | Figueirense     | 0    | 0       | Campeonato Brasileiro de 2014 |
| 11.             | 25 de outubro de 2014   | Vivaldo Lima, Manaus, Brasil                            | 1–2       | Botafogo        | 0    | 0       | Campeonato Brasileiro de 2014 |
| 12.             | 9 de novembro de 2014   | Itaipava Arena Pernambuco, São Lourenço da Mata, Brasil | 2–2       | Sport           | 0    | 0       | Campeonato Brasileiro de 2014 |
| 13.             | 16 de novembro de 2014  | Maracanã, Rio de Janeiro, Brasil                        | 3–2       | Coritiba        | 0    | 0       | Campeonato Brasileiro de 2014 |

## Títulos
Flamengo
- Torneio Octávio Pinto Guimarães: 2012
- Torneio Super Clássicos: 2013, 2014
- Taça Guanabara: 2014
- Campeonato Carioca: 2014